# Arjan Christianen
Arjan Christianen (* 19. Dezember 1982 in Halderberge) ist ein niederländischer Fußball-Torwart.

## Karriere
Christianen spielte in der Jugend beim SC Gastel in seinem Heimatort Halderberge sowie bei NAC Breda. Von 2004 bis 2006 stand er im Kader von Bredas erster Mannschaft, ohne jedoch zum Einsatz zu kommen.
2006 wechselte er zu dem Zweitligisten Fortuna Sittard. Er Stammspieler im Tor der Fortuna vor Willem-Jan Thijssen.